# Strada statale 468 di Correggio
La strada statale 468 di Correggio (SS 468), (in alcuni tratti denominata strada provinciale 468 R di Correggio (SP 468 R) ) attraversa le province di Reggio Emilia in concomitanza del vecchio tracciato, Modena da Carpi a Finale Emilia e Ferrara, è una strada statale italiana che collega Reggio Emilia a Mirabello, nella pianura Padana emiliana.
In seguito al decreto legislativo n. 112 del 1998, dal 2001 la gestione è passata dall'ANAS alla Regione Emilia-Romagna, che ha provveduto al trasferimento dell'infrastruttura al demanio della Provincia di Reggio Emilia, della Provincia di Modena e della Provincia di Ferrara per le tratte territorialmente competenti.
Grazie al decreto “Rientro Strade” del 2018, dal 7 aprile 2021 vengono ritrasferite ad ANAS le tratte da Reggio Emilia a Carpi (dal km 19+820, innesto con la SP113 al 22+900, innesto con la SP13 Ter) e da San Felice sul Panaro fino al suo termine presso Mirabello (dal km 54+194, innesto con la SS 568, al km 85+610, innesto con la ex SS 255).

## Percorso
Attualmente, la strada ha origine presso l’uscita 2 della SS 722 Tangenziale di Reggio Emilia, dove proseguendo verso nord-est, incrocia il vecchio tracciato poco prima del cavalcavia sull’autostrada A1 e la ferrovia AV Milano-Bologna. Il tracciato originario della statale proseguiva senza soluzione di continuità da Viale del Partigiano/Via dell’Aeronautica, l’asse attrezzato di scorrimento che serve la periferia est di Reggio Emilia (collegandola a sud con la SS 467, diretta a Scandiano), dove dopo pochi chilometri incrocia la Strada statale 722 Tangenziale di Reggio Emilia (uscita 3) ed attraversava la frazione di Gavassa. Superati l’autostrada e la ferrovia AV, il tracciato storico prosegue verso nord, passa la frazione di Budrio e giunge quindi a Correggio, città da cui prende il nome. Il tratto urbano della statale sfrutta lo spazio della vecchia ferrovia Bagnolo-Carpi, dismessa nel 1955. Ancora oggi è possibile vedere il fabbricato viaggiatori della vecchia stazione di Correggio che affaccia sul tracciato (denominato Viale Vecchia Ferrovia), oggi sede della Polizia municipale della città. 
A partire dai primi anni Duemila, il tracciato tra Reggio Emilia e Correggio è stato interamente sostituito: tra il 2004 e il 2006 infatti è stata realizzata una variante a scorrimento veloce, inizialmente classificata come SP 113 Tangenziale Reggio Emilia-Correggio, che inizia in concomitanza dello svincolo 2 della strada statale 722 Tangenziale di Reggio Emilia e si ricongiunge al tracciato originario ad est di Correggio, poco prima del confine con la provincia di Modena.
Con il Decreto del Presidente del Consiglio dei Ministri del 20 febbraio 2018, dal 2021 la gestione di parte della strada è passata nuovamente ad ANAS, tra cui il tratto Reggio Emilia-Carpi. Per effetto di ciò i 14,162 km della SP 113 passano sotto la gestione di ANAS e vengono riclassificati come SS 468, mentre il tracciato storico compreso tra il cavalcavia sull’autostrada del Sole e l’inizio del centro abitato di Correggio rimane di competenza provinciale nel comune di Reggio Emilia, mantenendo la denominazione SP 468 R, e di competenza comunale nel territorio di Correggio fino all'innesto con la tratta di competenza ANAS con la denominazione SC 468.
Da qui il tracciato continua verso est entrando così nella provincia di Modena, con due strette curve a gomito recentemente escluse da una variante, oltrepassa l’autostrada del Brennero e raggiunge la città di Carpi in prossimità dell'omonimo casello. Qui a Carpi incrocia anche l'ex SS 413 Romana. Superato il fiume Secchia passa per Cavezzo, Medolla (dove incrocia la strada statale 12 dell'Abetone e del Brennero) e San Felice sul Panaro (dove si innesta la strada statale 568 di Crevalcore).
La strada prosegue quindi verso est fino a Finale Emilia dove attraversa il fiume Panaro ed entra in provincia di Ferrara. Termina infine il suo percorso a Mirabello innestandosi sulla ex strada statale 255 di San Matteo della Decima.